# Пиш (Шугнанский район)

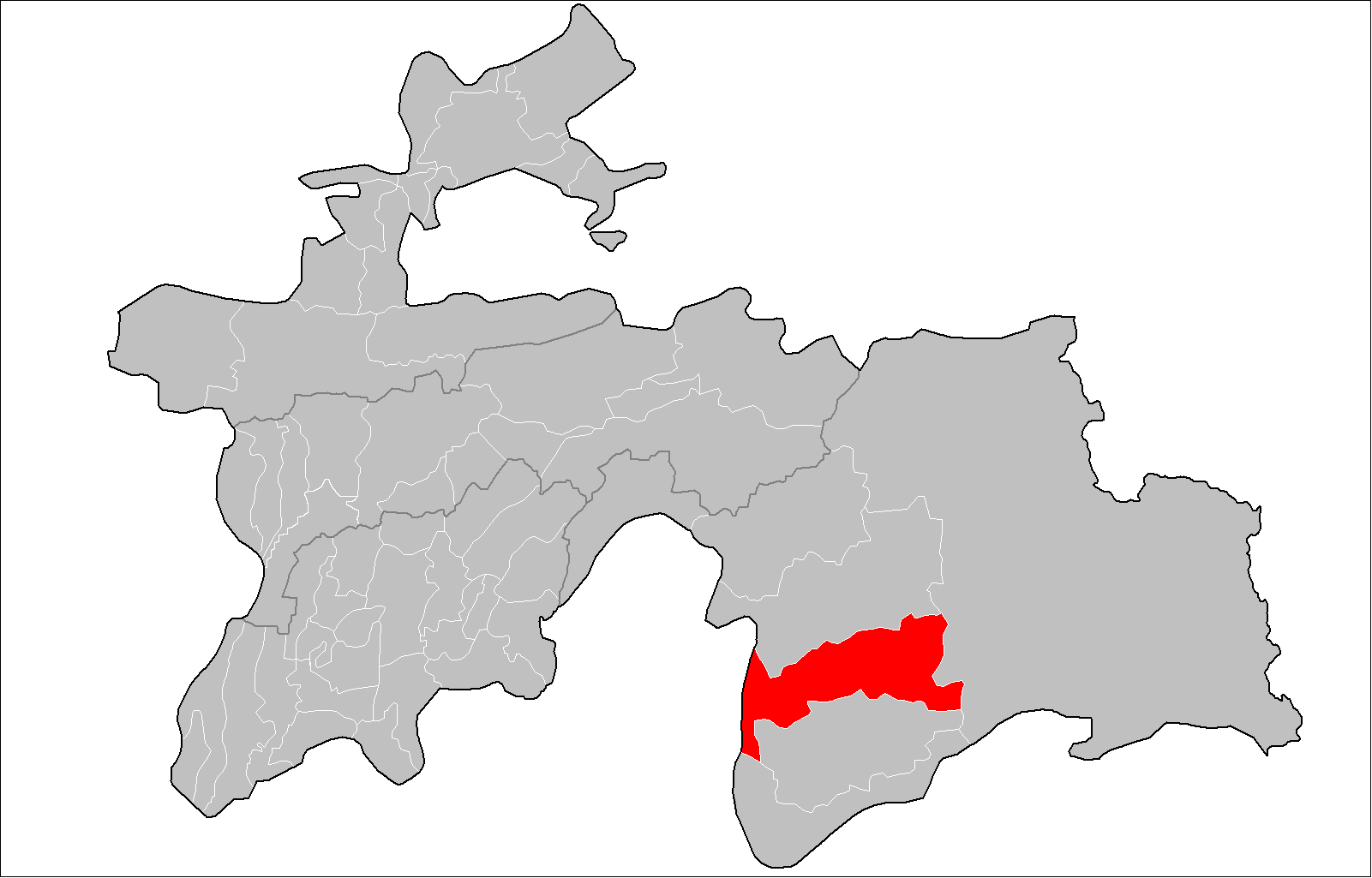
Расположение Шугнанского района в Таджикистане

Расположение Горно-Бадахшанской автономной области в Таджикистане

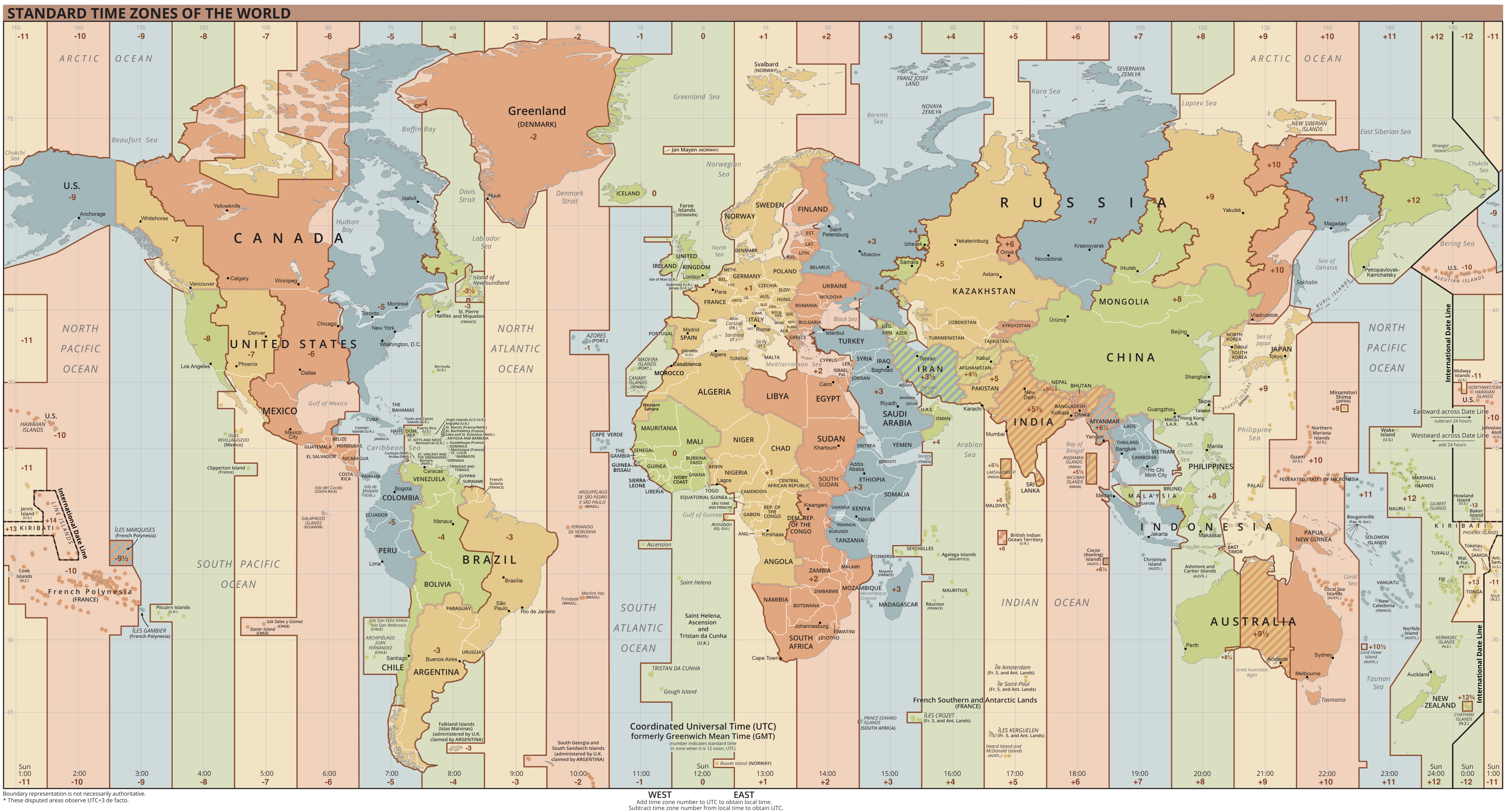
Часовые пояса (Время в Республике Таджикистан соответствует UTC+5)

Пиш — кишлак в Дарморахте в Шугнанском районе Горно-Бадахшанской автономной области, Республика Таджикистан.

## Этимология названия
Название «Пиш» в Дарморахте предположительно возникло на основе древних восточноиранских языков. Пиш — географическое название населённого пункта, иносказательно — «место наклонной поверхности, открытое для солнечных лучей» (тадж. офтобруя). Современный Дарморахт — это сельсовет (тадж. ҷамоат), состоящий из кишлаков (тадж. қишлоқхо) Вируджак (Viruthjak), Гожак, Пиш и Нишусп. Дарморахт по народной этимологии означает «низовье Арахта» (букв. низовье — дверь Арахта; тадж. дари Арахт. Сам Арахт, что в переносном смысле означает «водопад» (тадж. обшор), это населённый пункт, расположенный в верховье реки Арахт. Река Арахт вытекает из озера Шева, находящегося высоко в горах (высота над уровнем моря 3110 м), на территории Афганистана в провинции Бадахшан.

## География
Кишлак расположен на правом берегу реки Пяндж у входа в узкое каменистое горное ущелье, на границе с Афганистаном, напротив Афганской провинции Бадахшан, в 20 км к югу от города Хорога. С областным центром кишлак связывает автомобильная дорога Р45 Хорог — Ишкашим. Расстояние до нового районного центра Миденшарв по автодороге М41 — 34 км, до Душанбе — 534 км (кратчайшее расстояние Хорог — Душанбе 514 км, через районный центр Сангвор — село Тавильдара, время в пути 9 часов). Ближайшие населённые пункты — Гожак (6 км), Нишусп (7 км). Население составляет 681 человек, высота над уровнем моря 2165 м. В Пиш ведёт узкая тропа, поднимающаяся вверх от автодороги в сторону ущелья и идущая по левому берегу маленькой речки Пишдара. Внизу по течению, перед впадением в реку Пяндж, Пишдара разделяет кишлак посередине на две части.
Дома в кишлаке построены друг над другом, как ступеньки, так как на крутом каменистом склоне отсутствуют плоские участки земли. В кишлаке Пиш, как и на всей территории Горно-Бадахшанской автономной области, действует единое время для Таджикистана, что соответствует часовому поясу UTC+5:00.

## История
Кишлак Пиш на Памире в начале XVI века основали Амза Наврузбеков, Пулод Хусравов, Зикилло Мирзоев и Тоирбек Шукуллоев. Число первых домов было равно количеству их владельцев — четыре. Ими были построены 4 усадебных памирских дома, компактных и рациональных по планировке. Каждый из жилых домов в соответствии с традициями шиитов — исмаилитов был основан на 5 колоннах, носящих ритуально-религиозную символику и имеющих имена пророка Мухаммеда и членов его семьи Ахль аль-Байт: Фатима, Али, Хасан и Хусейн. Колонны служили опорой для верхнего деревянного перекрытия — внутренних частей потолка. Дом имел жилую комнату — «chid», имевшую четыре стены, сложенные путём кладки посередине в один ряд из рваных камней, которые заполнены по обеим сторонам на всю высоту стены глиняным раствором в 4 и более слоев, с добавлением измельченной соломы (для утепления и укрепления сейсмостойкости стен). Также были: гостевая комната — «qushkhona», кухня — «hujra», тамбур/коридор — «darun dahlez», терраса — «dahlez», крытая с кровлей на столбах. Помимо этого, имелись все необходимые надворные хозяйственные постройки: конюшня — «pasak»; комната для хранения запасов продуктов питания — «zidon»; загон для овец — овчарня «kheth» или «ghijid»; помещение для кур, курятник — «chakhjits» и сарай для хранения дров — «zhizdon». Также внутри основной жилой части дома было предусмотрено небольшое помещение наподобие полуподвала для ягнят — «jitsak», где они содержались после ягнения во время стужи.

## Климат
Климат субтропический, резко континентальный со значительными суточными и сезонными колебаниями температуры воздуха, с малым количеством осадков, сухостью воздуха и малой облачностью. Среднемесячная температура января — 8,1 °C. Это самая низкая средняя температура в течение года. 276 мм — среднегодовая норма осадков. Самый засушливый месяц — июль с осадками 0 мм. Большая часть осадков выпадает в марте, в среднем 59 мм. Самый теплый месяц года — июль со средней температурой 19,5 °C. Разница между количеством осадков между самым сухим и самым влажным месяцем — 52 мм. Средняя температура меняется в течение года на 27,6 °C..

## Современное деление Шугнанского района
| Русское название                         | Таджикское название           | Население (01.01.2014) тыс. чел. | Население (01.01.2015) тыс. чел. | Население (01.01.2016) тыс. чел. | Население (01.01.2017) тыс. чел | Площадь, тыс. км² | Плотность населения чел./км² |
| ---------------------------------------- | ----------------------------- | -------------------------------- | -------------------------------- | -------------------------------- | ------------------------------- | ----------------- | ---------------------------- |
| Шугнанский район                         | Ноҳияи Шуғнон                 | 35,4                             | 35,8                             | 36,2                             | 36,2                            | 4,6               | 7,87                         |
| Дарморахт — сельская община, в том числе | аз он ҷумла ҷамоати Дарморахт | 2,58                             | 2,80                             | 2,82                             | 2,84                            | 4,6               | 7,87                         |
| Пиш — кишлак, в том числе                | аз он ҷумла қишлоқи Пиш       | 0,56                             | 0,56                             | 0,58                             | 0,59                            | 4,6               | 7,87                         |

## Инфраструктура
В посёлке имеются несколько магазинов и библиотека. Медицинское обслуживание жителей кишлака обеспечивают медпункт и участковая больница, расположенные в соседнем кишлаке Нишусп, и Хорогская областная больница. Также кишлак обслуживает операционная касса № 74/624 отделения «Амонатбанк» Государственного Сбербанка Республики Таджикистан. Ближайшее отделение скорой медицинской помощи расположено в г. Хороге. В кишлаке функционирует детский сад при средней общеобразовательной школе № 3. Посёлок электрифицирован. Кишлак связан автобусным сообщением с селом Нишусп и г. Хорогом. Прямой автобусный маршрут, связывающий посёлок с районным центром Миденшарв, отсутствует. В посёлке доступна сотовая связь 2G, обеспечиваемая операторами «Beeline (ZET Mobile Ltd.)», «MegaFon Tajikistan», «Babilon-Mobile» и Tcell. Кишлак Пиш является уютным туристическим местом отдыха, здесь сдают в аренду туристам террасы — «dahlez», крытые с кровлей на столбах, или целые дома, что является для местных жителей дополнительным источником заработка.

## Язык
Население Пиш говорят на шугнанском языке, который относится к восточноиранской группе иранских языков. Распространён в Шугнанском, Рошткалинском, Рушанском и Мургабском районах Горно-Бадахшанской автономной области Таджикистана.

## Образование
В кишлаке Пиш функционирует средняя общеобразовательная школа № 3 имени Сайфиддина Шоҳинбодова (1955—1993):

В 1931 году в кишлаке Пиша Шугнанского района открылась первая начальная школа, и первым учителем был Юноев Мехроб из кишлака Поршинев Шугнанского района. В этой школе учились около 15—20 учеников. Их столы и стулья были сделаны из дерева «ар-ар» (пирамидальный тополь), которые даже не подходили для детей. Школьники даже не знали, в каком классе они учатся. Это даже не было интересно. Учебный процесс вели с использованием латиницы. В школе изучали только два предмета: арифметика и родной язык. Школьники учились только писать. О грамматике даже речи и не шло, потому, что сам учитель не имел представления о грамматике. / 72 Ашурбеков Икромбек Фардои Дарморахт = [Дарморахт завтрашнего дня] (тадж.) // Маориф ва маданият. № 119, 4 октября. — С. 3 /.
В 1933 году директором школы № 3 кишлака Пиш сельсовета Дарморахт Шугнанского района был назначен Ашурбеков Абдулҷон, а его жена Амзаева Курбонхотун, была назначена учительницей школы. / 73 Архиви мактаби № 3 к. Дарморахти н. Шугнон /.
— 

## Традиционные занятия и пища
Основными занятиями издревле являются животноводство и садоводство. В хозяйстве, в основном, содержат коз, реже овец и коров из-за скудности травяных участков вблизи кишлака. Кишлак отличается крайним малоземельем. Большую часть земель занимают скалы, крутые склоны, нагромождения камней. Ирригация осуществляется посредством арыков и отводится на оросительные борозды на посевы и фруктовые сады:

… надо преодолеть сухость климата, бедность каменистых почв и низкую продуктивность травостоев. Как это сделать? Труднее всего преодолеть сухость климата. Но осадков на Памире очень мало, а в самое жаркое время года их и вовсе нет. Зато в это жаркое время энергично тают ледники, и в реках избыток воды. Нельзя ли этот избыток использовать с толком? В нижнем, земледельческом, поясе горы Западного Памира изрезаны каналами и арыками, по которым вода подается из рек на клочки пахотной земли. И в самое жаркое время лета эти арыки переполнены водой. … Значить, если поливать склон умышленно (а поливать есть чем — летом в арыках воды избыток), то травостой улучшается. Об этом знали и прадед, и дед Юсуфбекова, и его отец.
— 

Много поколений земледельцев-ирригаторов изучаемых высокогорных долин сохраняли и приумножали опыт своих предков в ведении земледельческого хозяйства, основанного на террасировании склонов гор и самотечном арычном орошении.
— 
Домашние промыслы — выделка тканей, узорное вязание из цветной шерсти длинных носков, валяние кошмы, охота, кузнечное дело. Обработкой шерсти занимаются женщины, которые взбивают шерсть тетивой специального небольшого лука и прядут на ручном памирском веретене.
Основными продуктами питания являются: ош (лапша, приготовленная из чёрной гороховой муки), клецки — «klekhtsak» и лепёшки в дроблённом виде в основном для ширчой (чай с молоком) с добавлением сливочного масла (жители пьют часто), жидкой каши, фрукты, грецкие орехи, овечий сыр и кислое молоко. Еда из пшеницы или муки варятся с фруктами, с такими как урюк — «noshkhukhpa». К ритуальным кушаньям принадлежат блины, кусочки теста фигурные — «bursoq», жаренные в масле.

## Известные уроженцы
- Юсуфбеков Худоер Юсуфбекович (1928—1990) — советский учёный, организатор науки на Памире, доктор с.-х. наук, академик АН ТаджССР, профессор, член Президиума АН ТаджССР, действительный член Географического общества СССР, член Всесоюзного и Среднеазиатского советов ботанических садов СССР, член Совета «Биологические основы освоения горных территорий Средней Азии», член Совета по проблеме «Биологические основы рационального использования и охраны растительного мира» АН СССР, член Совета Всесоюзного ботанического общества, член Координационного совета Отделения общей биологии АН СССР, Заслуженный деятель науки ТаджССР, лауреат Государственной премии Таджикской ССР имени Абуали ибн Сино[19][21][22].
- Тилло Пулоди (1912—1974) — советский, таджикский поэт, Заслуженный учитель ТаджССР[23].
- Султонбеков Дехкон (род. 1932) — зав. отделом строительства облисполкома ГБАО (1988—1995), Заслуженный строитель РТ[24][25].
- Пайшамбиев Мамаддод (1933—2018) — советский, таджикский партийный деятель[25].
- Коимдодов Козидавлат (род. 1949) — канд. с.-х. наук, таджикский государственный деятель, дипломат.
- Шоинбодов Нажмиддин (род. 1952) — журналист, писатель, лауреат премии Союза журналистов Таджикистана им А. Лахути[26].
- Аноятбеков Музаффарбек (род. 1960) — доктор ветеринарных наук, член-корреспондент ТАСХН, профессор[27][28].
- Махмадаминов Махмадамин (род. 1962) — кандидат экономических наук, таджикский дипломат[29].